# Théophile David
Pour les articles homonymes, voir David.
Théophile David, né le 11 octobre 1851 à Saint-Léger (Alpes-Maritimes) et mort le 12 avril 1892 à Paris, est un homme politique français. Il est député des Alpes-Maritimes sous la Troisième République.

## Biographie
Après des études de médecine à Montpellier, Lyon et Paris, il devient un spécialiste reconnu de la bouche et des maladies dentaires.
Il entre en politique en se faisant élire député républicain de Puget-Théniers, le 22 septembre 1889. Il est ensuite élu conseiller général de Villars en 1890 mais son décès en 1892, dans sa 41ème année, met fin à sa carrière politique de façon prématurée.

## Mandats
- Député de Puget-Théniers (1889-1892).
- Conseiller général du canton de Villars (1890-1892).